# جاش تایرانگیل
جاش تایرانگیل، (به انگلیسی: Josh Tyrangiel) روزنامه‌نگار، خبرنگار و مدیر ارشد اجرایی آمریکایی است، که در حال حاضر به‌عنوان سردبیر ارشد بلومبرگ بیزینس‌ویک فعالیت می‌کند.